# 2014 FIFA World Cup
2014 FIFA World Cup è il videogioco ufficiale dei Mondiali di calcio 2014 prodotto da Electronic Arts per PlayStation 3 e Xbox 360, è stato pubblicato il 15 aprile 2014 in America e il 17 aprile 2014 in Europa.

## Modalità di gioco
Oltre alla classica modalità "Calcio d'Inizio" e "2014 FIFA World Cup" sono presenti anche "Guida la tua nazione", modalità che nel 2010 FIFA World Cup ha riscosso molto successo, e la "Storia delle qualificazioni", dove si possono cambiare gli eventi accaduti in passato in scenari determinati. Ci sono anche "Amichevoli online" e "Prove Abilità".

## Nazionali presenti
Sono presenti ben 203 nazionali su 206 che hanno preso parte alle qualificazioni mondiali. Non sono incluse nel gioco le nazionali che non hanno preso parte alle qualificazioni (Bhutan, Guam, Mauritania e Sudan del Sud).
Inoltre ci sono tutti i 12 stadi ufficiali dei Mondiali 2014 e una serie di stadi generici.

## Colonna sonora
La colonna sonora comprende:
- Let's Go - 1985 feat. Blake Healy
- Wild Child - Adrian Lux & Marcus Schossow feat. JJ
- Mais Tarde - Alafia
- Two Step - Bear Mountain
- Like a river runs - Blearchers
- We are the ones (own the world) - Charles William
- The world is ours - David Correy feat. Monobloco
- Blackbossa - DJ Bitman
- Ozonio - Dom Um & Jadir de Castro
- Hino Vira Lata - Emicida feat. Quinteto Em Branco e Preto
- Life Happens - Ester Rada
- Lambada Alucinada - Felipe Cordeiro
- JJ's Energy - Felix Weber
- Animal - Haerts
- Beaver - Holger
- Bundalele da verdade - Joao Nabuco
- Here's to us - Kevin Rudolf
- El Bendito - La Yegros
- Las memorias del Faro - Los Macuanos
- Samba em Pliet - Luciana Oliveira
- Everyone Tonight - Max & Simon
- Uh Huh - Mayaeni feat. Sam Romans
- Raiou - Nave
- Pumpin Blood - Nonono
- We Are One (Ole Ola) - Pitbull feat. Jennifer Lopez & Claudia Leitte
- Caminho - Rael]
- Brazil - Ritmo Machine
- African Thriller - Rocky Dawuni
- Kids - Saints of Valory
- Who We Are - Switchfoot
- Hills to Climb - Tim Myers
- Children of the Sun - Tinie Tempah feat. John Martin
- Beleza Beleza Beleza - Trio Mocotò
- Just Keep Breathing - We the Kings